# Brisa Bruggesser
Brisa Bruggesser (Tandil, 25 de julio de 2002) es una jugadora argentina de hockey sobre césped que se desempeña como volante en el club Ciudad de Buenos Aires y en la Selección Juvenil, con la que obtuvo la medalla de oro en los Juegos Olímpicos de la Juventud de Buenos Aires 2018.

## Carrera
Tras dos años de preparación y concentraciones con las divisiones juveniles de la selección nacional, Bruggesser fue campeona del Campeonato Panamericano Juvenil 2018 en Guadalajara en la modalidad hockey 5, torneo que le sirvió de preparación para los Juegos Olímpicos de la Juventud. Luego del certamen, fue confirmada para disputar los Juegos Olímpicos de la Juventud de Buenos Aires 2018.

### Juegos Olímpicos de la Juventud 2018
Brisa disputó todos los partidos de la competencia, marcando goles en todos los juegos, resultando ser la goleadora del certamen con 15 tantos. En el primer encuentro de la fase preliminar, en la victoria 21:0 sobre Vanuatu, Bruggesser anotó 4 goles sobre 9 remates. Contra Austria, abrió el marcador y luego volvió a marcar, en el 6:0 final. En el tercer partido, contra el combinado sudafricano, también volvió a marcar abriendo nuevamente el marcador, ganando Argentina 4:0. En el cuarto juego, Bruggesser contra India volvió a marcar por duplicado, recibiendo a los 19' de juego una tarjeta verde. Para cerrar la fase de grupos, le marcó a Uruguay en el 5:0 final.
Ya en cuartos de final, Bruggesser marcó el segundo y tercer gol para el 3:0 definitivo que dio el pase a semifinales. En esta instancia, otra vez contra Sudáfrica, Las Leoncitas se impusieron 11:0 habiendo marcado la tandilense en dos oportunidades. En la final, contra el combinado indio, Bruggesser anotó el 3:1 definitivo.